# وسام الشجاعة (ليبيا)
وسام الشجاعة هو أعلى وسام من الأوسمة الموجودة في ليبيا.
يتكون الوسام من لوحة بمقاس 68 مم معلقة بشريط أحمر. صُنع بواسطة شركة Bomisa في ميلانو. 

## مَنح
مُنح وسام الشجاعة للأعمال لصالح ثوّار انقلاب 1969 في ليبيا وفي عام 1977 تم تعديل لوائح شروط الوسام لتُفرض أيضًا على الأجانب، وفي ذلك العام كان الفائز الدولي الأول فيدل كاسترو. المكرمون الآخرون هم: معمر القذافي ( قائد الثورة ومرشدها) ، منتظر الزيدي (صحفي عراقي شهير ألقى حذاءًا على جورج دبليو بوش )  وأبو عابد بن منجش (فلاح عراقي تعّرض لهجوم أرهابي حيث أطلق عليه النار عام 2003 ببندقية قديمة لطائرة هليكوبتر هجومية أمريكية). 
إن القائد الليبي معمر القذافي بتاريخ 10 مارس 1977 مَنح الوسام بطرابلس عاصمة ليبيا، لفيدل كاسترو هذه أول مرة يُمنح الوسام لمواطن أجنبي.
مَنَّح معمر القذافي في 8 مارس 2003، وسام الشجاعة للصحفية الفلسطينية شيرين أبو عاقلة التي تعمل مع قناة الجزيرة؛ وذلك «تقديرا لشجاعتها الفائقة وهي تنقل وقائع المجازر التي تقوم بها القوات الاسرائيلية ضد أبناء الشعب الفلسطيني».
في 10 ابريل 2011 أذاع التلفزيون الليبي صورًا للرئيس معمر القذافي في مدرسة في طرابلس، وقد ذكرت بأنه زارها أمس اليوم ويمنح الوسام لتلاميذها ومعلميها والعاملين بها.